# Металлообработка

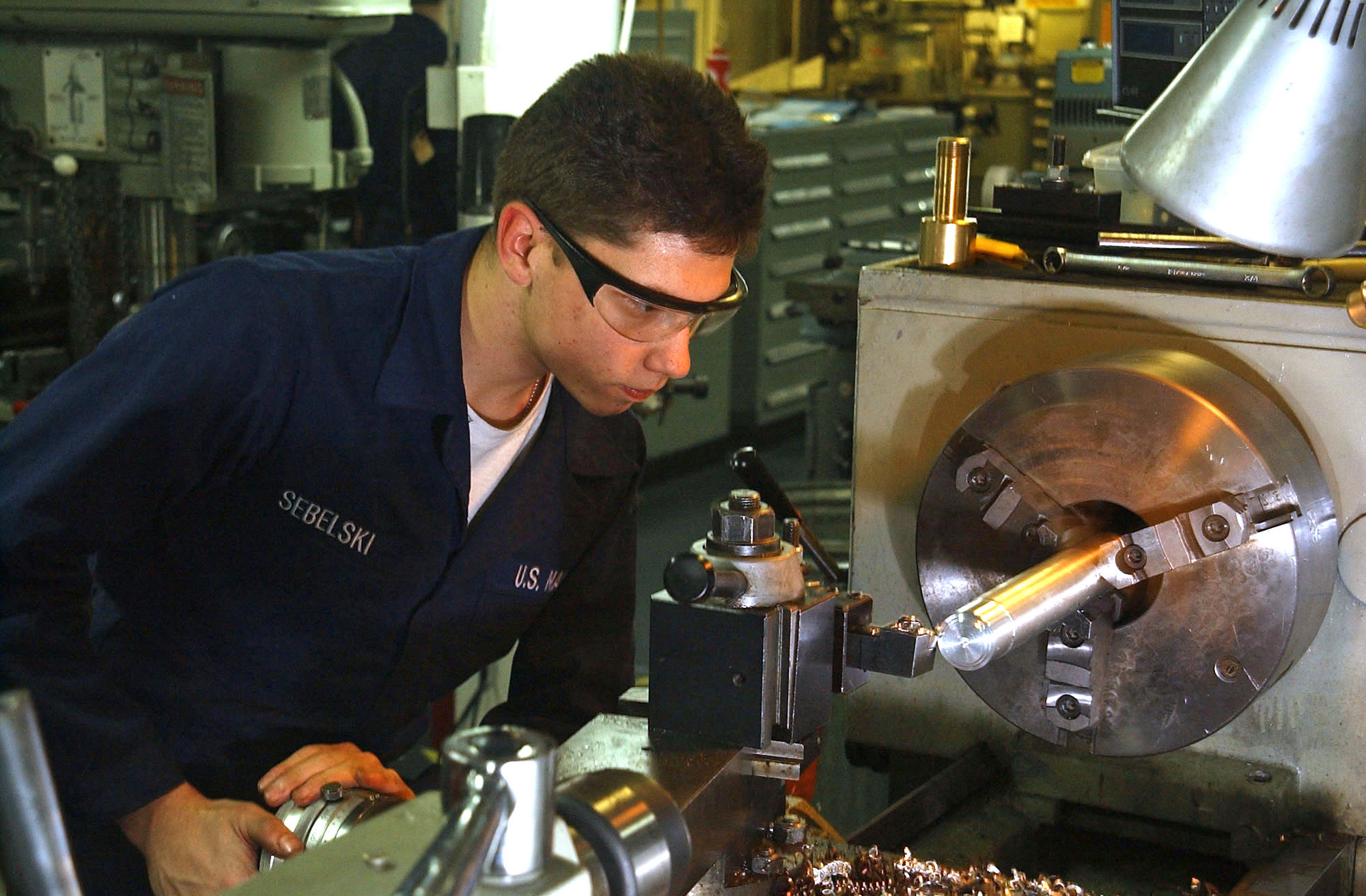
Токарь в мастерской авианосца «Гарри Трумэн»

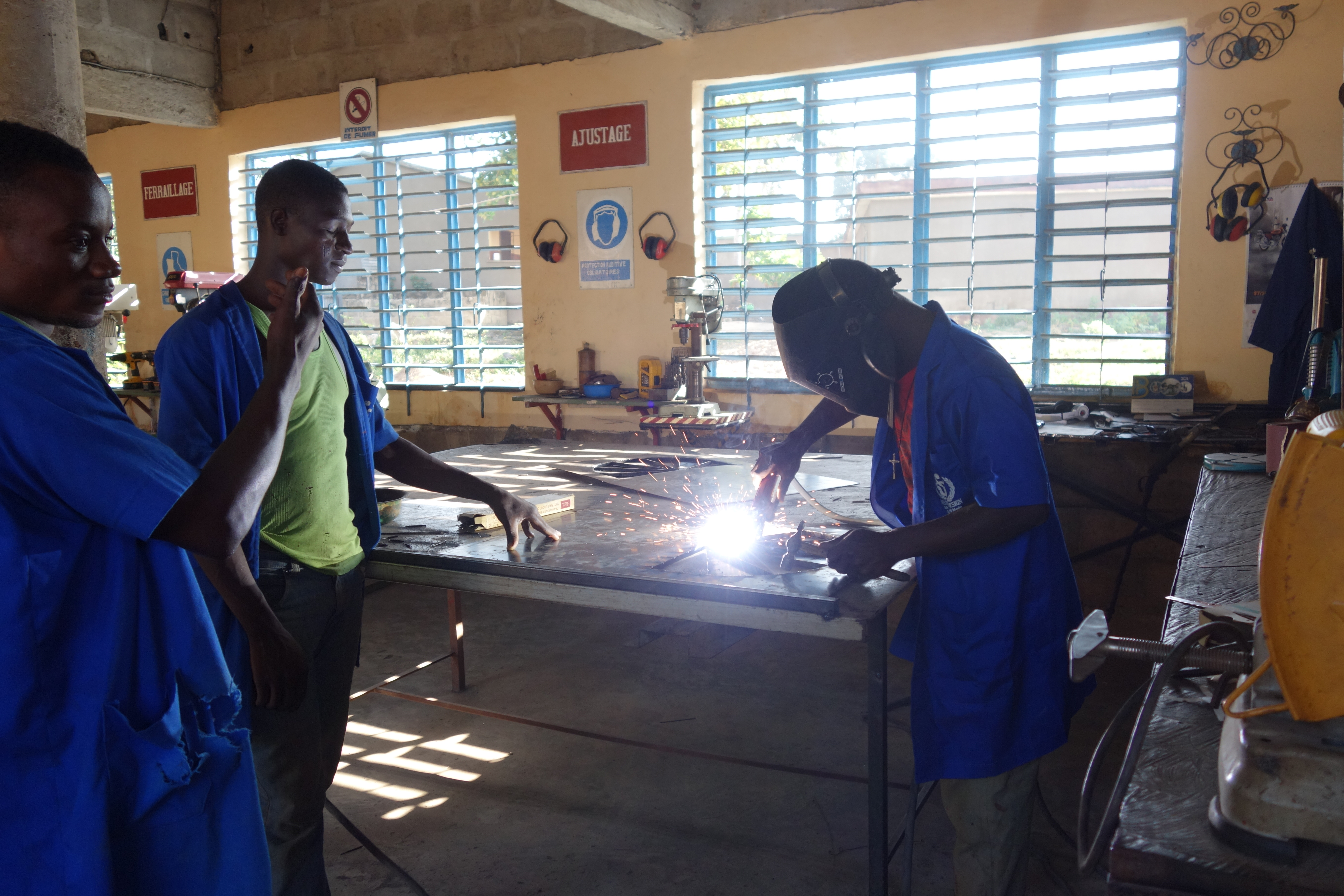
Изготовление металлической двери в мастерской в городе Кара, Того

Металлообработка — технологический процесс обработки резанием или поверхностным пластическим деформированием (так, после точения может осуществляться выглаживание) металлов и их сплавов.
Последовательными методами обработки металлов являются:
1. Литьё
2. Обработка металлов давлением
3. Механическая обработка
4. Сварка металлов

При металлообработке изменяется форма и размеры металла, деталям придается желаемая форма при помощи одного или нескольких методов обработки металла. Надёжность любого производства, любой металлической конструкции зависит от качества выполнения металлообработки.
Металлообрабатывающий завод — общее название для заводов, изготавливающих продукцию с применением перечисленных видов обработки металлов.

## История обработки металлов

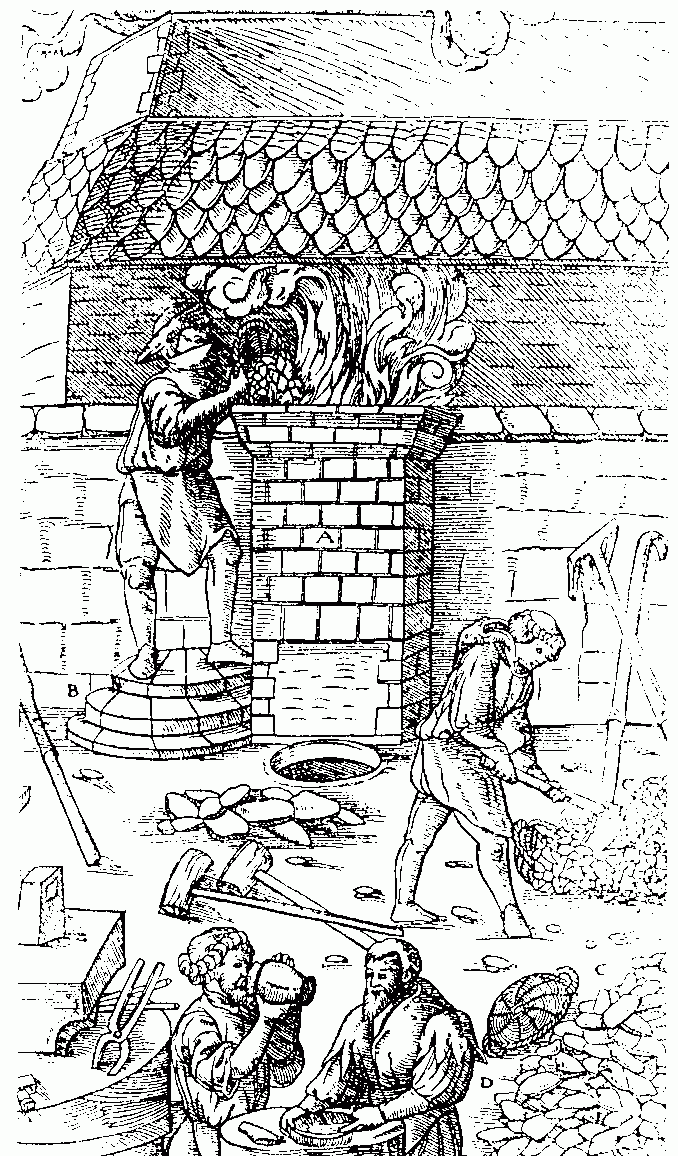
Производство стали. Гравюра в книге Георгий Агрикола. О горном деле и металлургии. 1556

История производства и использования железа берёт начало в доисторической эпохе, скорее всего, с использования метеоритного железа. Выплавка в сыродутной печи применялась в XII веке до н. э. в Индии, Анатолии и на Кавказе. Также отмечается использование железа при выплавке и изготовлении орудий и инструментов в 1200 году до н. э. в Африке южнее Сахары. Уже в первом тысячелетии до н. э. использовалось кованное железо. Об обработке железа упоминается в Священном Писании (Быт. 4:22).

## Горячая обработка металлов
- Литейное производство
- Ковка
- Прокатка (может быть как горячая так и холодная)

## Холодная обработка металлов
- Прокатка (может быть как холодная так и горячая)
- Волочение
- Прессование
- Штамповка
- Ротационная вытяжка
- Обработка резанием

## Обработка металлов давлением
Обработка металлов давлением включает технологические процессы, в результате которых изменяется форма металлической заготовки без нарушения её сплошности за счёт относительного смещения отдельных её частей, то есть путём пластической деформации. При обработке металла давлением широко используются способность металлов в определённых условиях под воздействием приложенных внешних сил изменять, не разрушаясь, размеры и форму и сохранять полученную форму после прекращения действия сил.
При обработке металлов давлением потери металлов по сравнению с другими видами металлообработки меньше, поэтому этот метода обработки металлов расширяется. Кроме того, при обработке металлов давлением существует возможность обеспечения высокого уровня механизации и автоматизации технологических процессов.
Обработкой металлов давлением могут быть получены изделия с постоянным или периодически изменяющимся поперечным сечением (прокатка, волочение, прессование) и штучные изделия разнообразных форм (ковка, штамповка), соответствующие по форме и размерам готовым деталям или незначительно отличающиеся от них.
Основными технологическими процессами обработки металлов давлением являются:
1. Прокатка
2. Волочение
3. Прессование
4. Ковка
5. Штамповка

## Обработка металлов резанием
Резание это набор процессов в которых материал принимает определённую геометрию с помощью удаления лишнего материала с помощью различных видов инструментов, то есть оставшаяся часть материала — это и есть то, что требовалось сделать.
- Токарная обработка
- Нарезка резьбы (см. Резьба)
- Резание абразивными материалами (см. Абразивные материалы и абразивная обработка)
- Обработка напильником (см. Напильник)

## Сварка металлов
- Газовая сварка
- Электрическая сварка
- Пайка

## Связанные процессы
Эти процессы не являются главными процессами металлообработки. Они часто выполняются до или после основных процессов металлообработки.

## Современные технологии металлообработки
Современные методы металлообработки включают высокоточные технологии с использованием числового программного управления (ЧПУ), лазерной резки, гидроабразивной резки и электроэрозионной обработки. Ведётся активное внедрение аддитивных технологий (3D-печать металлами) для быстрого прототипирования и мелкосерийного производства.
Автоматизация и роботизация стали стандартом в производственных процессах. Системы с искусственным интеллектом применяются для оптимизации раскроя материалов и повышения качества готовых изделий.
Для обработки твёрдых и жаропрочных сплавов широко применяются алмазные и кубические нитрид бора инструменты, а также методы ультразвуковой и лазерной обработки.
Развитие технологий обработки с минимальным количеством СОЖ (минимально-смазочной обработки) позволяет снизить влияние на окружающую среду и повысить точность.